# Барон Хармсворт

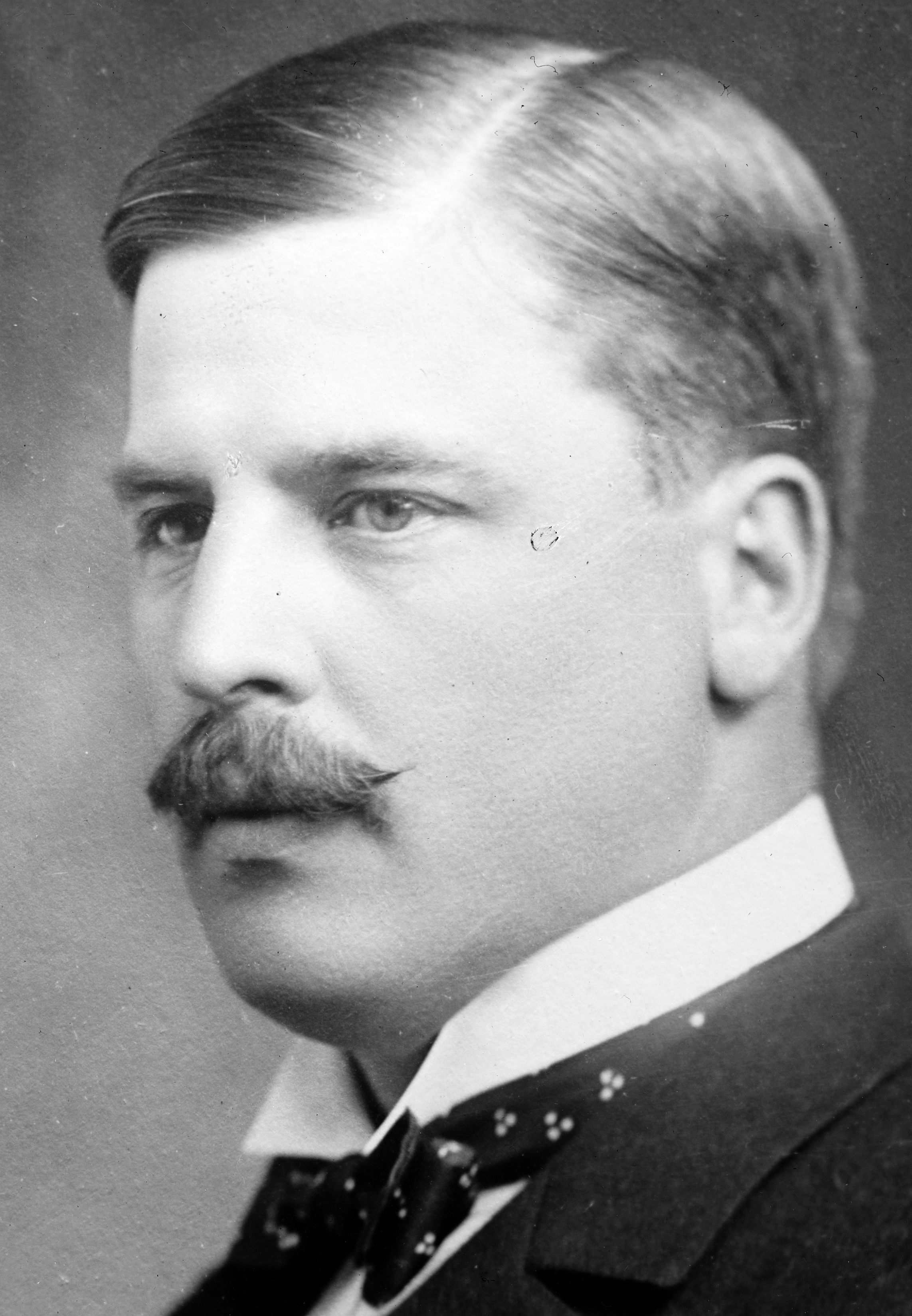
Сесил Бишоп Хармсворт, 1-й барон Хармсворт (1869—1948)

Барон Хармсворт — наследственный титул в системе Пэрства Соединённого королевства. Он был создан 4 февраля 1939 года для либерального политика Сесила Хармсворта (1869—1948). Он был депутатом Палаты общин Великобритании от Дройтвича (1906—1910) и Лутона (1911—1922), занимал должности заместителя министра внутренних дел (1915) и заместителя министра иностранных дел (1919—1922). 
По состоянию на 2024 год носителем титула являлся его внук, Томас Гарольд Раймонд Хармсворт, 3-й барон Хармсворт (род. 1939), который стал преемником своего дяди в 1990 году.
Первый барон Хармсворт был младшим братом Альфреда Хармсворта, 1-го виконта Нортклиффа (1865—1922) и Гарольда Сиднея Хармсворта, 1-го виконта Ротермира (1868—1940), и старшим братом сэра Роберта Лестера Хармсоврта, 1-го баронета (1870—1937), и сэра Хильдебранда Обри Хармсворта, 1-го баронета (1872—1939).

## Бароны Хармсворт (1939)
- 1939—1948: Сесил Бишоп Хармсворт, 1-й барон Хармсворт (1869—1948), третий сын Альфреда Хармсворта (1837—1889)[1]
- 1948—1990: Сесил Десмонд Бернард Хармсворт, 2-й барон Хармсворт (19 августа 1903—1990), старший сын предыдущего[2]
- 1990 — настоящее время: Томас Гарольд Раймонд Хармсворт, 3-й барон Хармсворт (род. 20 июля 1939), единственный сын достопочтенного Эрика Бошама Нортклиффа Нормсворта (1905—1988), племянник предыдущего[3]
  - Наследник титула: достопочтенный Доминик Майкл Эрик Хармсворт (род. 18 сентября 1973), старший сын предыдущего[4]
    - Наследник наследника: Томас Джон Марк Хармсворт (род. 7 апреля 2003), старший сын предыдущего[5].